# Henricia aucklandiae
Henricia aucklandiae is een zeester uit de familie Echinasteridae.
De wetenschappelijke naam van de soort werd in 1925 gepubliceerd door Theodor Mortensen.